# Chartronges
Chartronges (ʃaʁ.tʁɔ̃ʒⓘ) es una población y comuna francesa, en la región de Isla de Francia, departamento de Sena y Marne, en el distrito de Provins y cantón de La Ferté-Gaucher.

## Demografía
| 94 | 74 | 89 | 201 | 272 | 270 |
| Para los censos de 1962 a 1999 la población legal corresponde a la población sin duplicidades (Fuente: INSEE [Consultar]) |    |    |     |     |     |